# Heiligenkirche (Bockenheim an der Weinstraße)
Die Heiligenkirche ist eine Feldkapelle mit barocker Fassade und einer Gnadenquelle westlich von Bockenheim an der Weinstraße. Sie zählt zu den offiziellen Wallfahrtsstätten des Bistums Speyer. 

## Lage
Die Kapelle befindet sich am Osthang des Gerstenberges, etwa 1000 m westlich bzw. oberhalb von Bockenheim an der Weinstraße. Früher nannte man diesen Bergabschnitt – nach dem Kapellenpatrozinium – Petersberg. 
Unter dem Kirchlein bzw. dem heutigen Altar entspringt eine Quelle, die als Gnadenquelle betrachtet wird und vermutlich schon in vorchristlicher Zeit eine kultische Bedeutung hatte. Gegenwärtig versiegt sie zeitweise, tritt aber immer wieder zu Tage. Nur leicht nordwestlich der Anlage liegt ein großer Kalksteinblock, allgemein als „Katzenstein“ (auch Götzenstein) bekannt, der ein heidnischer Altar gewesen sein soll.

## Baubestand

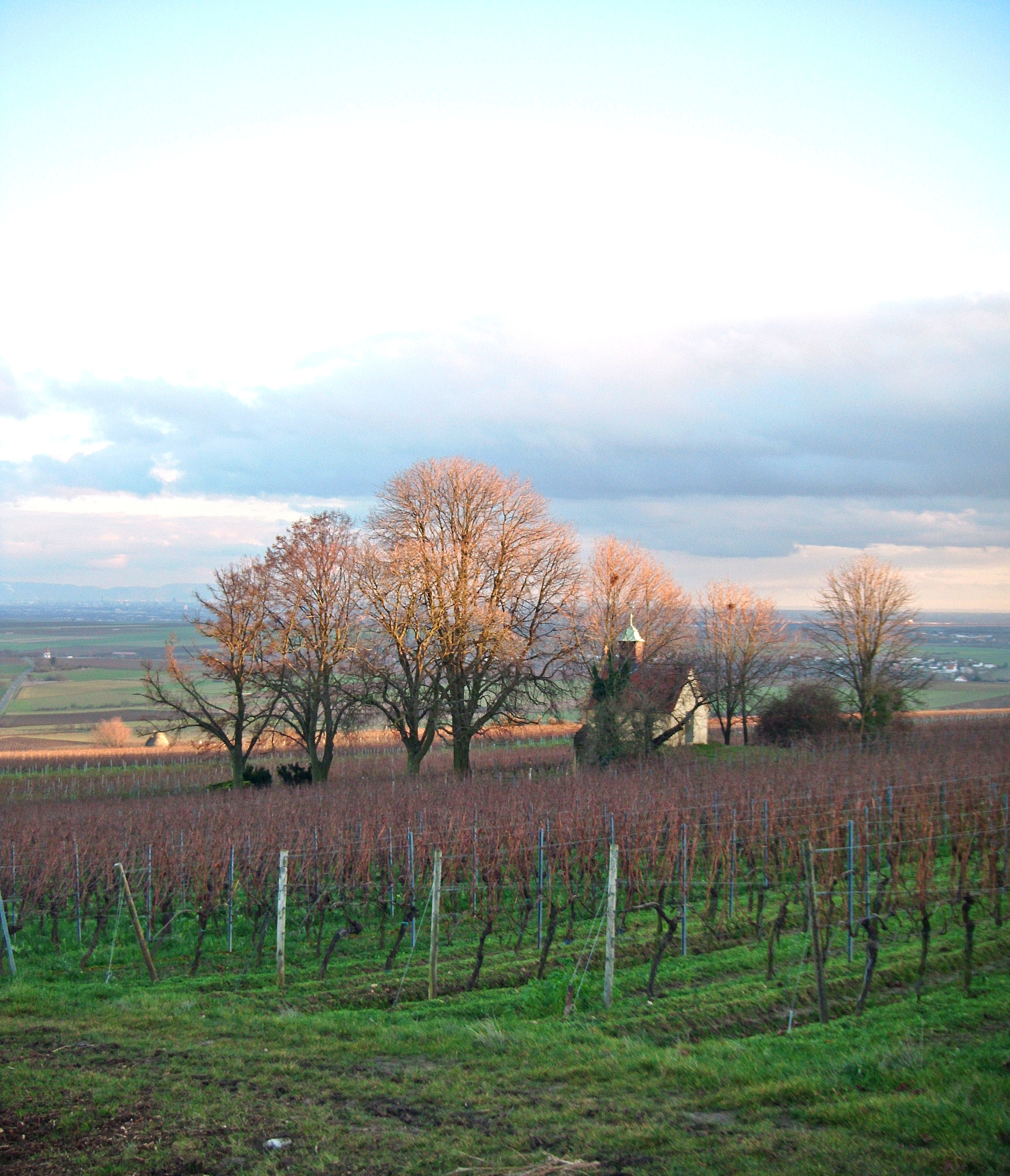
Übersichtsaufnahme von Westen, in Richtung Odenwald

Die Kapelle steht auf den Fundamenten einer größeren, geosteten, wohl romanischen Kirche des 12. Jahrhunderts, welche einen Trikonchos-Grundriss aufwies. Diese Fundamente wurden 1964/65 teilweise freigelegt, sind aber nun wieder überdeckt. Dabei fand man auch ein Stück eines romanischen Zierfrieses, das in die angenommene Bauzeit datiert werden kann. Unter dem Chor dieser Kirche, wo sich die jetzige Kapelle befindet, trat die Quelle nach Osten aus. 
Die heutige Quellenkapelle ist rechteckig, hat ein Tonnengewölbe und ist am Ort der Quelle, Richtung Westen, in den Bergabhang bzw. die Fundamente der alten Kirche hineingebaut. In ihrer jetzigen Form stammt sie aus der Zeit um 1740, dürfte aber ältere Ursprünge haben. Der Eingang zu dieser Unterkirche oder Quellenkapelle ist als barockes Rundbogenportal mit Pilastern ausgeführt und nimmt ihre gesamte Fassade in Anspruch. Oben, dort wo sich früher das Hauptgebäude befand, trägt sie lediglich einen kapellenartigen Scheinaufbau mit Dachreiter, welcher als Sakristei dient. Er stammt, samt einer Konche mit Marienfigur, aus dem Jahre 1930. Im Inneren besitzt das meist verschlossene Gotteshaus, in das man durch ein neuzeitliches Gittertor hineinsehen kann, einen Sandsteinaltar des 18. Jahrhunderts, unter dem die Quelle entspringt und unter dem Fußboden nach draußen, in ein Becken vor der Kirche geleitet wird. Im Altar ist eine Rundbogenöffnung zur Quelle hin. Mittig darauf steht eine Marienfigur, darüber hängt ein Kruzifix. Die Einrichtung ist äußerst spärlich.
Vor der Kapelle ist alter Baumbestand mit Sitzbänken aus Sandstein vorhanden. Von Osten führt eine Treppe zum Kapellenvorplatz hinauf.

## Geschichte

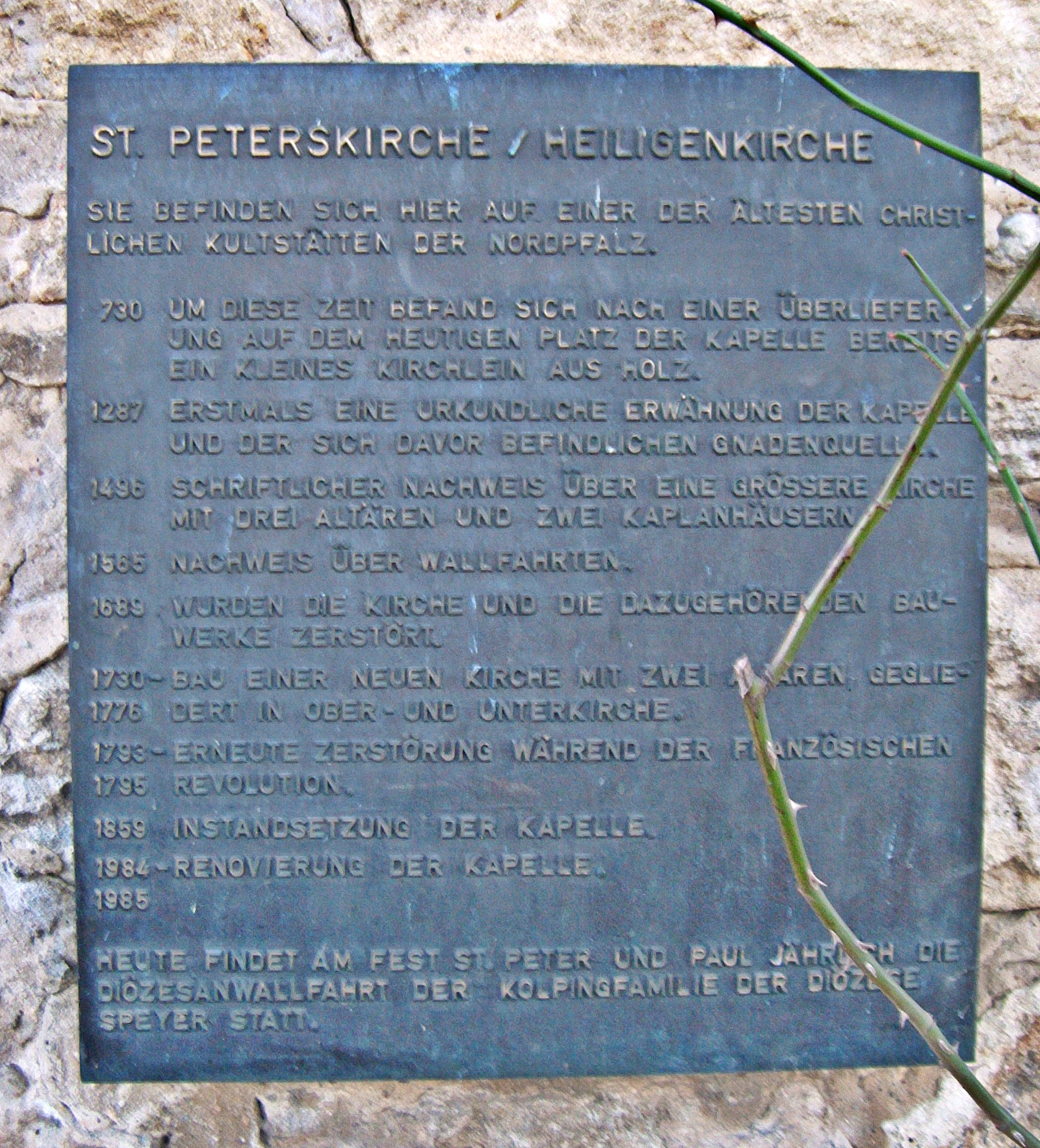
Bronzetafel zur Geschichte der Heiligenkirche

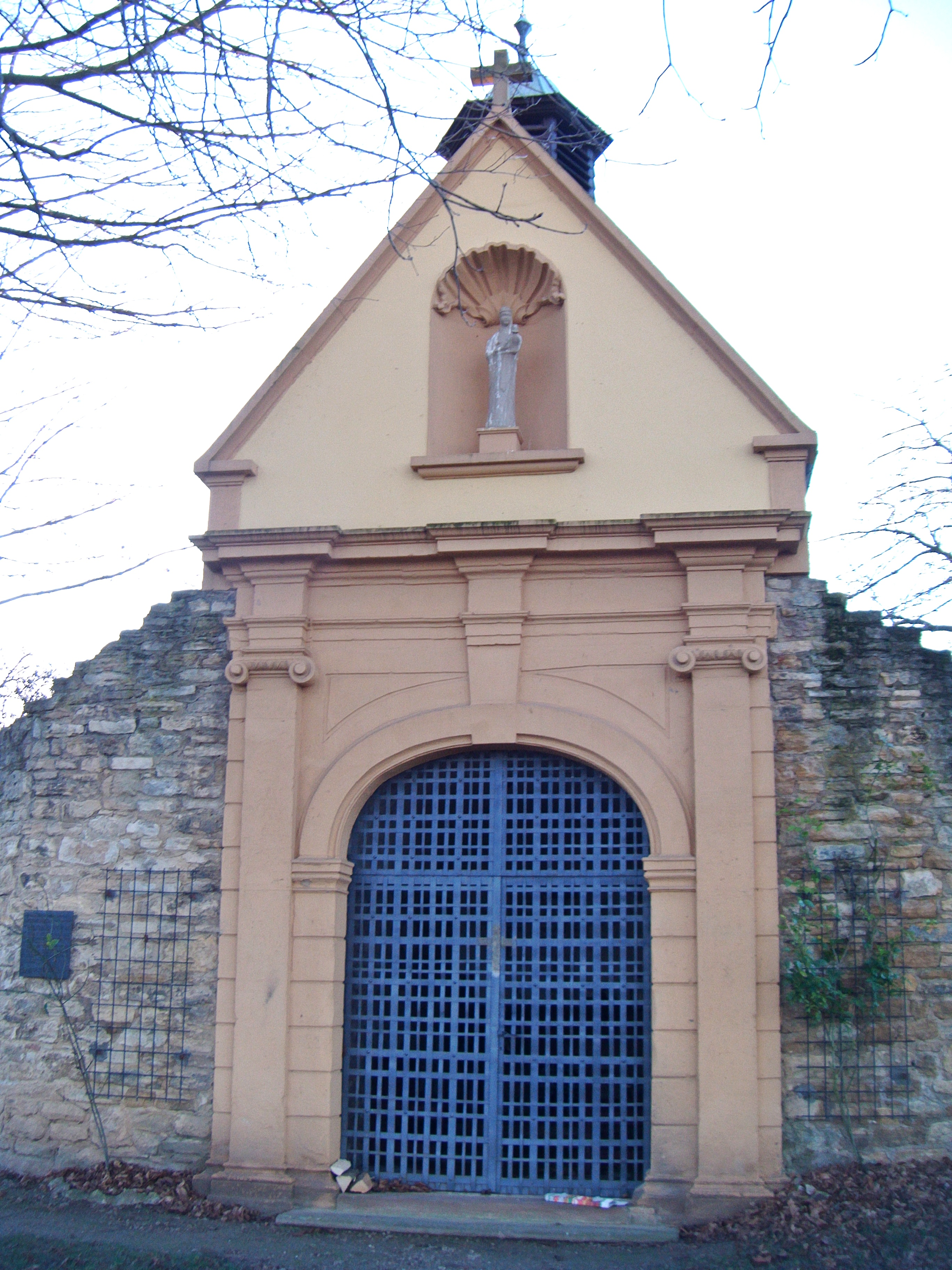
Frontseite der Kirche (Osten)

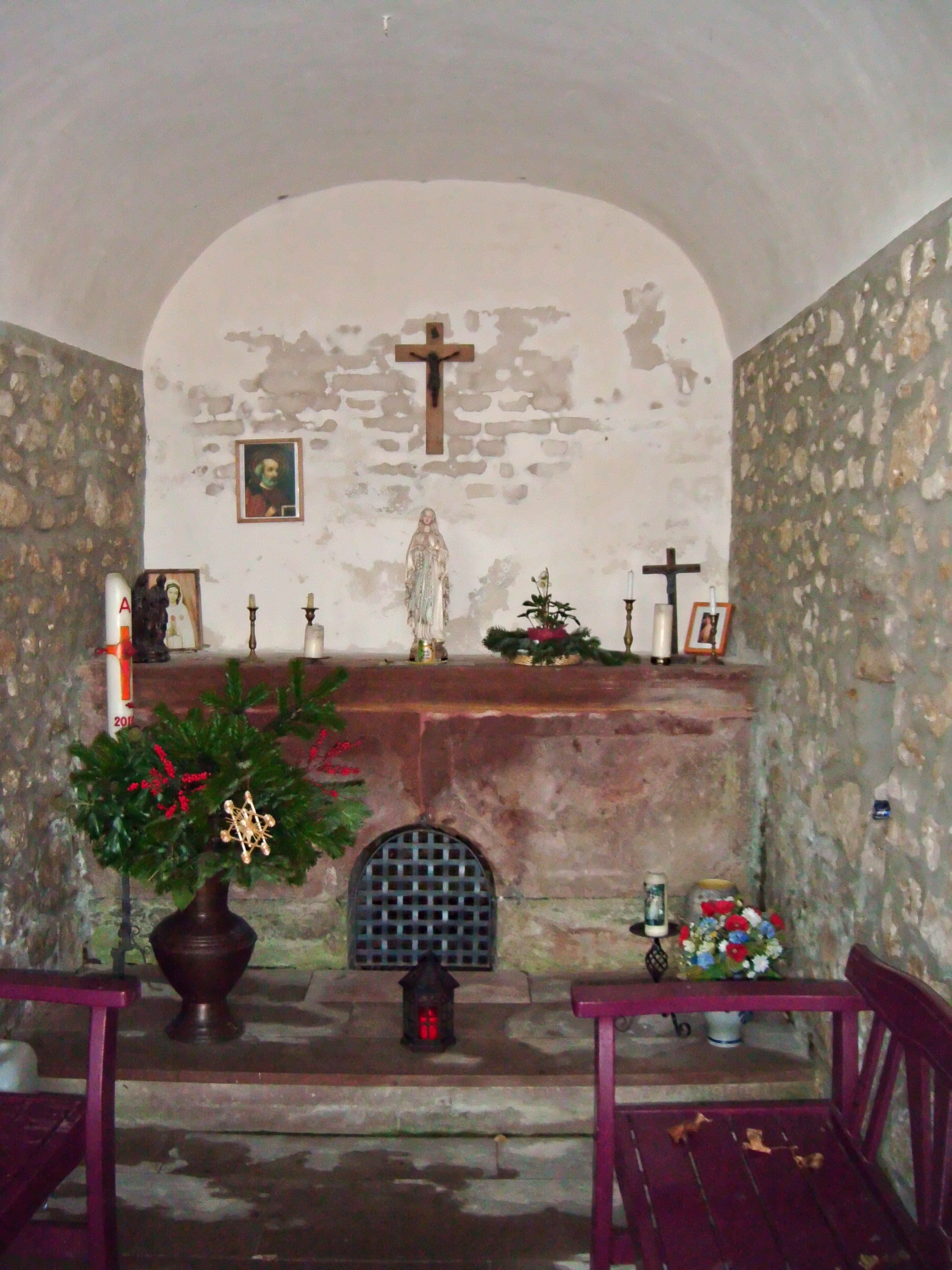
Innenansicht mit Altar, unter dem die Quelle austritt

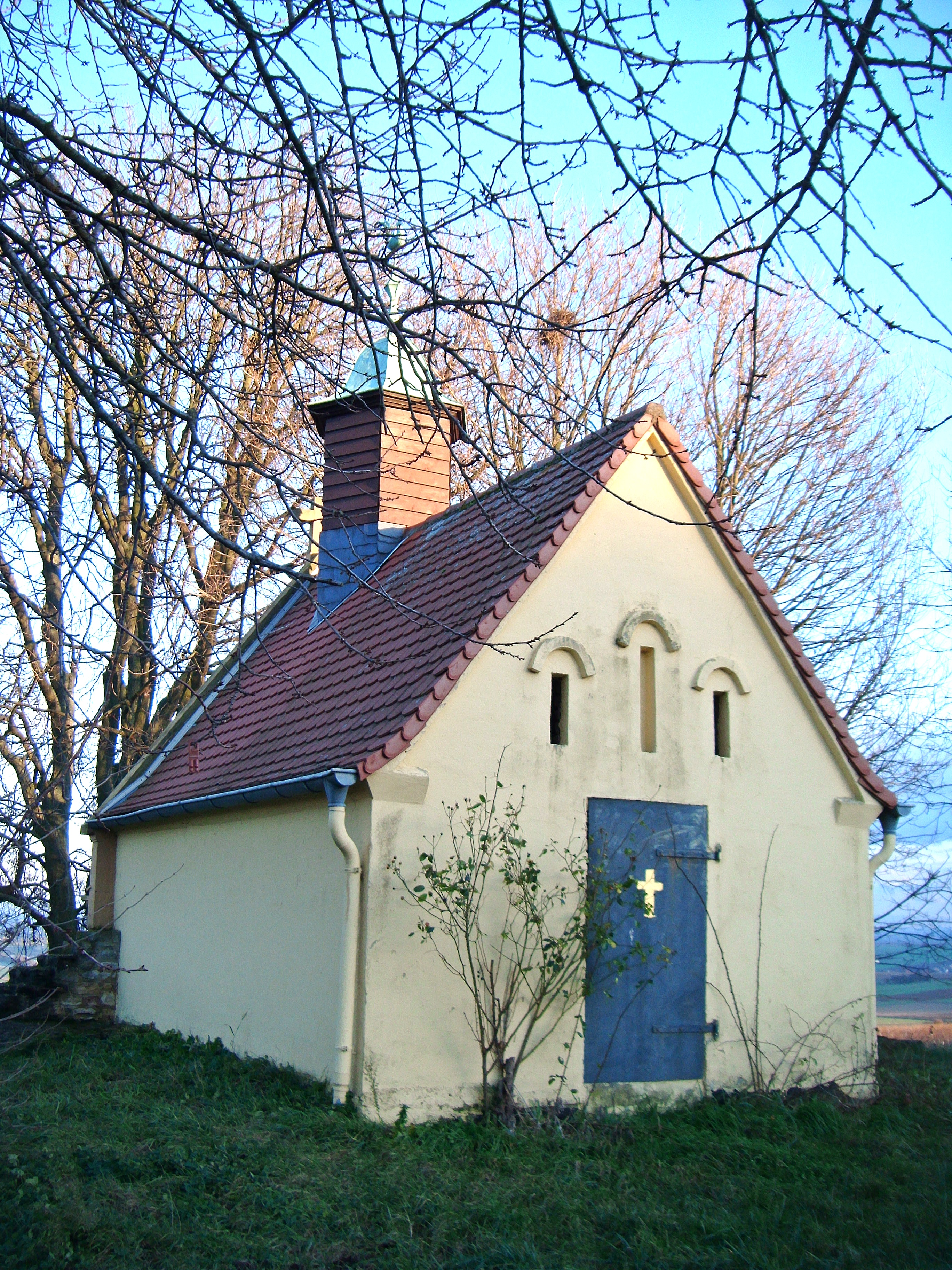
Oberbau (Sakristei) mit Dachreiter von Westen

### Mittelalter
Die Kirche hat den Hl. Petrus zum Patron, was zusammen mit den alten Baubefunden und dem offenbar vorchristlichen Kultplatz (Quelle und Opferstein) auf ein hohes Alter schließen lässt. St. Petrus wurde mit Vorliebe als Patron für Kirchen an ehemals heidnischen Stätten gewählt. Eine Hinweistafel an der Kapelle datiert die Entstehung des ersten Baues in die Zeit um 730. Die Volksüberlieferung bringt Philipp von Zell mit ihrer Erbauung in Verbindung, der auch im nahen Zell eine heidnische Kultstätte in eine christliche umgewandelt hatte.   
Urkundlich greifbar wird die Örtlichkeit erstmals 1287, durch die Flurbezeichnung „Am Heiligenborn“. Das Großbockenheimer Weistum nennt um 1340 einen abzuführenden „Bergpfennig“, womit vermutlich eine Abgabe für diese Kirche gemeint ist. 1475 wird ein Kaplan Heinrich Kuntz „uff dem Petersberg“ erwähnt, welcher im benachbarten Kindenheim einen zur Kapelle gehörenden Hof verpachtete. 
Schließlich folgt das Wormser Synodale von 1496, das die Kirche folgendermaßen beschreibt: „Außerhalb des Ortes, auf einem Berg, befindet sich die St. Peterskapelle mit drei Altären. Der Hochaltar ist zu Ehren von St. Peter geweiht, er ist als Benefizium bestätigt, mit einem Haus, das aber in der Zeit der kriegerischen Auseinandersetzungen eingeäschert worden ist und wird nun durch die Kommende verwaltet. Ebenda auf der rechten Seite der Altar der allerseligsten Jungfrau Maria, als bestätigtes Benefizium hatte es ein Haus, das aber verbrannt ist. Ebenda auf der linken Seite der Altar der Hl. Katharina, der aber nur geweiht ist.“ Die genannte Kommende war vermutlich der in Bockenheim befindliche, kleine Filialkonvent des Klosters Otterberg. Über eine Zerstörung der Kirche wird im Synodale nichts berichtet, lediglich von den verbrannten Wohnhäusern.

### Frühe Neuzeit
Nach Einführung der Reformation, etwa ab 1563, war die katholische Religionsausübung vor Ort, wie in der gesamten Grafschaft Leiningen-Hardenburg, verboten. 1565 erließ Graf Philipp I. von Leiningen-Leiningen (1527–1597) eine Kirchenordnung in der es laut Punkt 9, bei Strafe von 10 Gulden, schärfstens verboten wurde, „Kinder zum St. Petersbrunnen zu bringen, sie mit Frucht aufzuwiegen und die so ermittelte Fruchtmenge den Götzen als Opfergabe darzubringen“. Dennoch scheint das Quellenheiligtum weiterhin besucht worden zu sein. In einem Visitationsbericht von 1597 wird berichtet, dass man ein neugeborenes, schwächliches Kind aus Bobenheim am Berg zum Bockenheimer Petersbrunnen gebracht habe. Den reformierten Pfarrer von Biedesheim, der offenbar ebenfalls an dem alten Brauch festgehalten hatte,  beschimpfte man 1587 in einer Beschwerde  als „gottlosen Menschen und Milchsuffer uffm Petersberg“. Beim Verkauf der Wadgasser Klostergüter in Kleinbockenheim an die Leininger heißt es 1582, es seien dort Krücken, Fuß- und Armbänder in großer Zahl vorhanden gewesen, die von „krummen und lahmen Personen nach erhaltenen wundertätigen Curen zum Wahrzeichen“ hinterlassen worden seien; Abbilder davon (Votivgaben) hätten sich in der Heiligenkirche befunden.      
Erst als Kurfürst Johann Wilhelm von der Pfalz dem Grafen Johann Friedrich von Leiningen-Dagsburg-Hardenburg (1661–1722) die Gefälle der aufgehobenen Abtei Limburg zu Lehen überlassen hatte, gewährte dieser den Katholiken seines Ländchens ab 1700 freie Religionsausübung, wobei öffentliche Gottesdienste auf die drei Kirchen von Pfeffingen, Großbockenheim und Bechtheim beschränkt blieben. Die katholische Gemeinde Großbockenheim wollte die alte Kapelle, die seit fast 150 Jahren verfiel, wieder herrichten. 1727 beantragte ihr Pfarrer beim zuständigen Bistum Worms, die Wiederherstellung der Wallfahrtskapelle. 1730 berichtete sein Nachfolger an die kirchliche Behörde, dass die genannte Kirche noch in Mauern stehe, Peter- und Paulskirche heiße, aber von alter Zeit her den Namen „Heilkirche“ trage, wegen des „nahe dem Altar herausquellenden und in vielen Krankheiten sehr heilsamen Wassers“.

### 18. Jahrhundert
Seit 1728 regierte und residierte vor Ort Graf Karl Ludwig von Leiningen-Dagsburg-Emichsburg. Als Lutheraner beschwerte er sich 1730 und 1732 über die Renovierungsarbeiten an der Kapelle, welche von der vor Ort zwischenzeitlich begüterten Kurpfalz gefördert wurden. 
Im Jahre 1736 konvertierten der Graf und seine Gattin selbst zum katholischen Glauben, wodurch nun in deren Territorium die gegen den Katholizismus gerichteten Restriktionen wegfielen. Der Landesherr förderte jetzt in seinen Dörfern vielmehr sein Wiederaufblühen. In Bockenheim gab er im Dezember 1736 der katholischen Kirchengemeinde Kultgegenstände zurück, die seit 140 Jahren beschlagnahmt in der Emichsburg gelegen hatten. Unter der mittelalterlichen Heiligenkirche ließ er die Quelle neu fassen und die bis heute erhaltene, tonnengewölbte Kapelle, mit Altar und Barockfassade, als Unterkirche bauen. 1741 feierte er hier demonstrativ den katholischen Gottesdienst mit. Seine neue Glaubensüberzeugung rief heftige Proteste der protestantischen Geistlichen bzw. Einwohner hervor und sie beschwerten sich u. a. bei dem gräflichen Bruder Friedrich Magnus, der sich wiederum an König Georg II. von England wandte, welcher 1741 ein Mahnschreiben an Graf Karl Ludwig richtete. Aus diesem geht hervor, dass der Landesherr an der erwähnten Bockenheimer Kapelle ein Kapuzinerkloster errichten wollte und in der Grafschaft die katholischen Feiertage als allgemein verpflichtende Ruhetage eingeführt hatte.
Graf  Karl Ludwig starb 1747 und Großbockenheim fiel wieder an seinen protestantischen Bruder. Damit traten auch die Einschränkungen gegen den Katholizismus wieder in Kraft. Es dauerte sehr lange, bis die Kirche ganz fertiggestellt werden konnte. Erst 1776 berichtete der Pfarrer nach Worms, dass die Heiligenkirche mit oberer Kirche und unterer Quellenkapelle völlig unter Dach, verputzt und geweißt sei. Zur Ausstattung gehörten unter anderem Fensterläden, eine Kanzel, fünf Beichtstühle, ein Taufstein und eine Kommunionbank. Die letzten Arbeiten hatte man wegen aufgebrachten Dorfbewohnern unter dem Schutz kurpfälzischer Truppen ausführen müssen.

### Verfall und Sicherung der Reste
Im Verlauf der Französischen Revolutionskriege wurden in den 1790er Jahren durch die Revolutionäre gezielt Schlösser und Kirchen verwüstet. Hierbei ging die Bockenheimer Emichsburg unter und offenbar auch die renovierte Heiligenkirche. 1825 wird sie als „mit Abfällen, Kot und Unrat angefüllt“ bezeichnet. Die Pfalz war mittlerweile ein Teil des Königreichs Bayern, dessen Regierung die Ruine damals auf Abriss versteigern ließ. Es standen zu dieser Zeit noch die 9 Meter hohen Mauern der Oberkirche, ohne Bedachung, sowie die eingewölbte Quellenkapelle darunter. Der damalige protestantische Bürgermeister Schlichting machte den katholischen Ortsgeistlichen auf ihren historischen Wert aufmerksam, wodurch wenigstens diese Unterkirche mit Barockfassade und Quellfassung erhalten blieb. 1859 wurde der gerettete Baubestand durch entsprechende Maurerarbeiten gesichert und 1930 erhielt das Tonnengewölbe seinen jetzigen kapellenartigen Aufbau mit Dachreiter (Sakristei).    
Heute führt die Kirche das offizielle Patrozinium „St. Petrus und Paulus und St. Maria zu den Stufen“. Der Zusatz „Maria zu den Stufen“ bzw. „zu den Stiegeln“ (lateinisch „ad Gradus“) kam im 19. Jahrhundert auf, da ein alter Bergpfad aus Bockenheim zur Kirche hinaufführt, der den Namen „Stiegelgasse“ trägt und schon im Mittelalter erwähnt wird. Bekanntere Kirchen mit dem Patronat St. Maria ad Gradus dienten hier als Vorlage.   
Alljährlich am Hochfest St. Peter und Paul bzw. am Sonntag zuvor oder danach, findet hier seit 1936 ein Wallfahrtsfest mit Prozession statt, das sogenannte „Bockenheimer Kapellenfest“. Die Weinlage „Bockenheimer Heiligenkirche“ ist nach diesem Ort benannt.

## Galerie

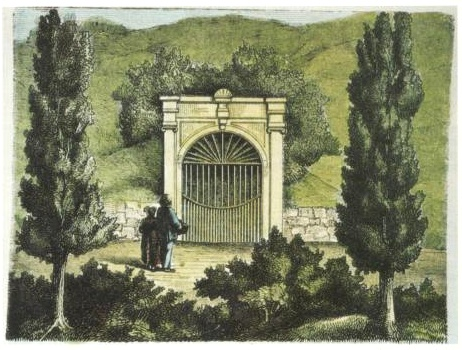
Kolorierter Stich, 1869
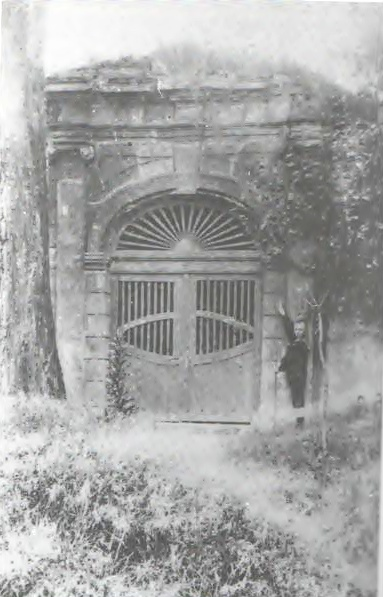
Ansicht um 1910, ohne Aufbau
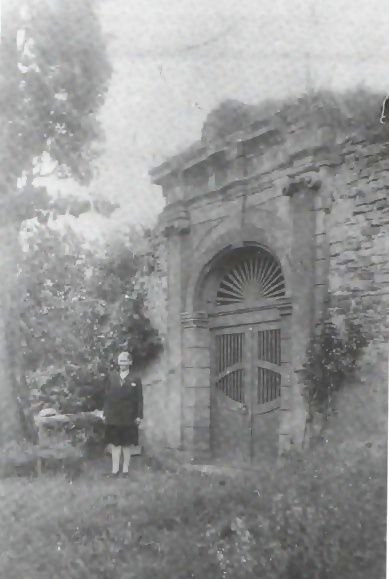
Ansicht um 1920, ohne Aufbau
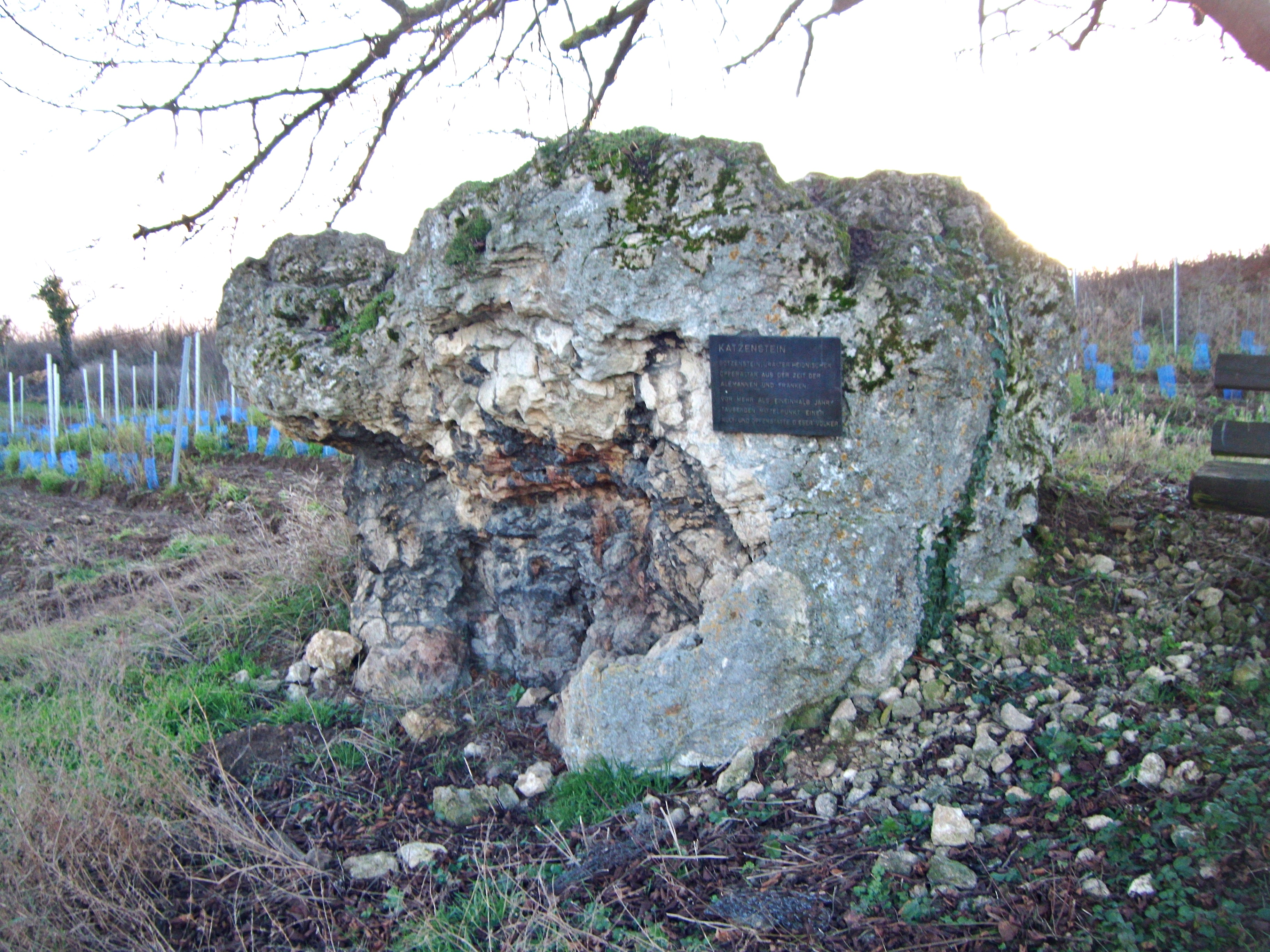
Der Katzenstein, mit Tafel zur Historie
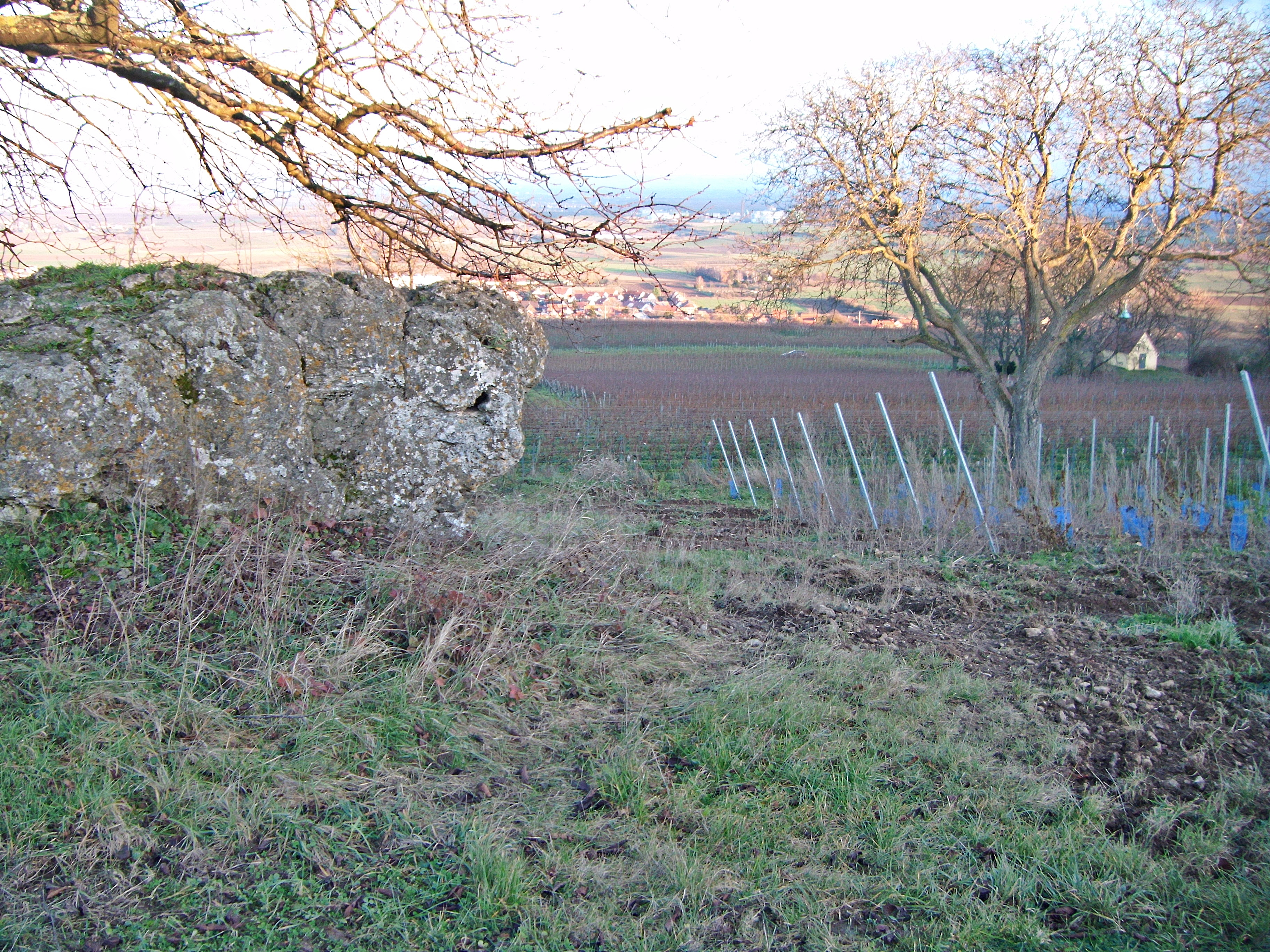
Blick vom Katzenstein (links), hinunter zur Kapelle (rechts unten)